# Camber Railway

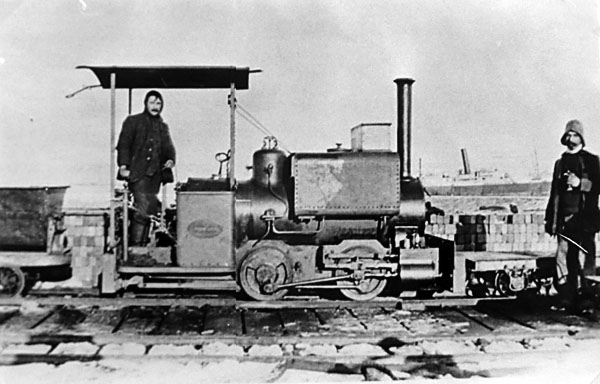
Eine der beiden Dampflokomotiven der Camber Railway. Das anfänglich offene Führerhaus war für die kalten Winter nicht geeignet. Das Foto wurde vermutlich 1915 kurz nach dem Entladen von der im Hintergrund sichtbaren SS Ismailia aufgenommen.

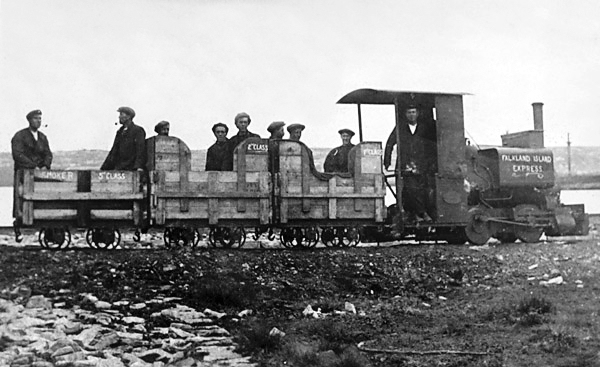
Dampflokomotive mit von Hand aufgebrachter scherzhafter Beschriftung Falkland Island Express und holzbeplankten Loren der ersten, zweiten und dritten Klasse sowie der Beschriftung Smoker (Raucher).

Die Camber Railway war eine Schmalspurbahn (Spurweite 610 mm / 2 ft) auf den Falklandinseln. Sie verlief über eine Länge von 5,6 km entlang der Nordseite des Stanley Harbour von Navy Point bis Moody Brook. Sie war eine der südlichsten Eisenbahnen der Welt und wurde gebaut, um eine Funkstation der britischen Admiralität mit Kohle für die Generatoren zu versorgen. Es gab dafür zwei zweiachsige von Kerr, Stuart & Company gelieferte Dampflokomotiven der „Wren“-Klasse. Die Strecke konnte im September 1915 in Betrieb genommen werden.
Die Eisenbahn wurde in der zweiten Hälfte der 1920er-Jahre stillgelegt, nachdem die Funkstation modernisiert worden war; denn die Entwicklung der Verstärkerröhre machte den ursprünglich verwendeten Knallfunkensender überflüssig, und es wurde sehr viel weniger Energie als vorher benötigt. Einige Schienen wurden während des Falklandkrieges 1982 in argentinische Bunker eingebaut.

## Fahrzeuge
- zwei Dampflokomotiven der „Wren“-Klasse: KS 2388/15 und 2392/15
- drei holzbeplankte Loren
- ein Dampfkran (auf einem Flachwagen)
- Kipploren
- flache Loren

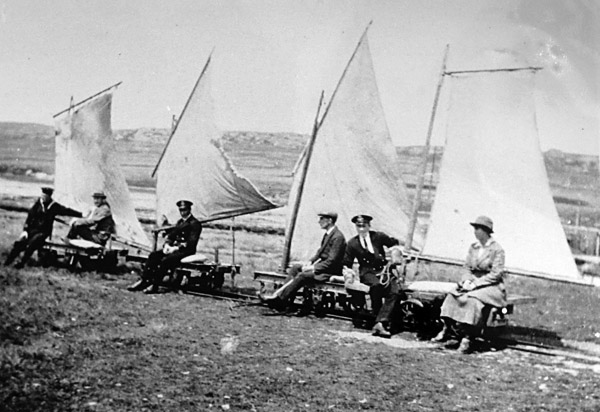
Mit Masten und Segeln versehene Loren in den frühen 1920er Jahren

In den frühen 1920er Jahren wurden mehrere Loren mit jeweils einem Mast und einem Segel versehen, damit man sich mit Windkraft zumindest in eine Richtung fortbewegen konnte. Einige dieser Segelloren sind auf Briefmarken der Falklandinseln abgebildet.